# Hermann Klostermann
Friedrich Heinrich Hermann Klostermann (* 28. März 1839 in Retzin; † unbekannt) war ein deutscher Wilderer des 19. Jahrhunderts im Raum Eggegebirge, Sauerland und Waldeck. Sein Leben und Wirken war Vorlage für zahlreiche literarische Darstellungen, meist wurde er darin als Wildschütz Klostermann bezeichnet.

## Leben und Wirken
Hermann Klostermann wurde am 28. März 1839 als Sohn des Müllers Johannes Joachim Heinrich Klostermann und seiner Frau in Retzin geboren. Das Ehepaar hatte noch einen weiteren Sohn und eine Tochter. Johannes Klostermann starb 1843; Hermann Klostermanns Mutter heiratete daraufhin ein Jahr später Ernst Friedrich Wilhelm Dalchow, mit dem sie einen Sohn und eine Tochter hatte. Dalchow wurde am 1. November 1855 zum Forstaufseher in Hakenberg ernannt. Von 1857 bis 1859 leistete Klostermann seinen Militärdienst beim 15. Linienregiment in Minden ab. Während dieser Zeit, am 26. Juli 1858, verstarb seine Mutter; der Stiefvater heiratete am 30. Januar 1859 erneut, diesmal Friederica Dorothea Regina Gossow, Tochter des Försters aus Dahl. Im selben Jahr wurde er nach Mittelwald bei Scherfede versetzt.
Hermann Klostermann wurde erstmals am 14. Juli 1862 wegen Wilderei im Gebiet der Oberförsterei Hardehausen aktenkundig. Wilderei war zu dieser Zeit in der Försterei eine häufig auftretende Straftat. Im Oktober 1862 konnte Klostermann festgenommen werden und wurde wohl zu einer Zuchthausstrafe verurteilt.
Nach seiner Entlassung 1865 bildete er eine Bande und wilderte erneut. Am 1. Oktober 1867 wurde der Hardehausener Oberförster Joseph Freiherr von Wrede während eines Patrouillenritts bei Blankenrode angeschossen. Klostermann geriet unter Verdacht, auch wenn von Wrede, der Klostermann persönlich kannte, zunächst abstritt, dass es Klostermann war, der ihn angeschossen habe und dieser über ein Alibi verfügte. Die preußische Regierung setzte eine Belohnung von 200 Talern aus. Am 1. Februar 1868 wurde der Forstläufer Heinemann in der Nähe von Rhoden lebensgefährlich verletzt. Die Tat wurde Klostermann zugeschrieben, dieser entzog sich einer Verhaftung in der Nacht vom 4. auf den 5. Februar und wurde daraufhin steckbrieflich gesucht. Am 24. Mai versuchte Militär, Klostermann im Orper Grund zu verhaften und erschoss dabei seinen Begleiter Johann Lohoff aus Oesdorf. In der Nacht vom 13. auf den 14. Juni 1868 konnte Klostermann in Brilon festgenommen werden. In Paderborn fand vom 12. bis zum 14. November ein Prozess am Schwurgericht unter der Leitung des Warburger Kreisgerichtsdirektors Joseph Weingärtner statt, der für viel Aufsehen sorgte. Klostermann wurde wegen Wilderei und gewerbsmäßigem Handel mit dem erbeuteten Fleisch – das Gericht sprach von „Wildprethandel en gros“ – zu acht Jahren Zuchthaus verurteilt, aber nach sechs Jahren vorzeitig wieder entlassen.
Am 19./20. Juni 1880 wurde Hermann Klostermann in den Revieren des Justizrats Max Geissel im Warburger Wald von diesem erneut beim Wildern erwischt und verhaftet. Er wurde zu fünf Jahren Gefängnis und Ehrverlust verurteilt.
Kurz nach seiner Entlassung wurde er zu Weihnachten 1885 erneut verhaftet. Während des achttägigen Arrests wurde ihm in staatlichem Auftrag von einem Forstbeamten nahegelegt, nach Amerika auszuwandern. Klostermann lehnte dieses Angebot unter Verweis auf seinen angeschlagenen Gesundheitszustand ab. Er wurde nach Paderborn verlegt und saß dort eine dreiwöchige Haftstrafe ab.
Sein weiterer Lebenslauf ist bis heute ungeklärt. Auch der Ort und das Datum seines Todes sind unbekannt. Mutmaßungen zufolge soll Hermann Klostermann nach Süddeutschland gezogen, im Mecklenburgischen einen Fischhandel eröffnet oder auch in Ostwestfalen geblieben und dort 1907 beigesetzt worden sein. „Für keine dieser Behauptungen gibt es einen überprüfbaren Nachweis.“

## Nachwirken
Bereits 1865 kursierten Zeitungsartikel über Klostermann, deren Wahrheitsgehalt zweifelhaft ist und eine Legendenbildung setzte ein. Jodocus Donatus Hubertus Temme schrieb 1872 einen Roman über Klostermann, Rudolf Gödde folgte 1935 und Georg Servais unter dem Pseudonym Thomas Ruf 1938.
Die Brauerei Westheim vertreibt ein naturtrübes Bier unter dem Namen Wildschütz Klostermann.
Unter dem Namen „Wildschütz-Klostermann-Markt“ findet seit 2002 in Lichtenau eine regional bedeutende Wirtschaftsschau rund um die Themen Natur, Wald, Wild, Landwirtschaft und erneuerbare Energien statt, die von der örtlichen Marketinggemeinschaft veranstaltet wird. Die Namensnennung stieß wiederholt auf Kritik und wurde bereits zum Start des Marktes geäußert: „Gesetzesbrecher müssen nur lange genug verstorben sein, bevor sie zu ,Heiligen' verklärt, als Legende verehrt werden.“